# Grote Beek (Limburg)
De Grote Beek is een beek in Belgisch Limburg.
De beek ontspringt ten zuidoosten van Leopoldsburg op de Lange Heuvelheide, loopt in westelijke richting ten noorden van Beverlo, ten zuiden van Oostham en voert via een duiker onder het Albertkanaal door, om vervolgens noordelijk van Tessenderlo te stromen, waar de Kleine Beek zich erbij voegt.
Vanaf de samenvloeiing van de Grote Beek en de Kleine Beek ten noorden van Tessenderlo verandert de Grote Beek van naam en heet de Grote Laak die de grensrivier tussen de provincies Limburg en Antwerpen vormt. De Grote Laak mondt in de Grote Nete uit.
In de vallei van de Grote Beek liggen natuurgebieden, waaronder de Natte Driehoek. Het brongebied, op het militair terrein van het Kamp van Beverlo, wordt gekenmerkt door stuifzand- en heidegebieden. In de middenloop kent men een kleinschalig landschap met vijvers, ruigten, elzenbroekbossen en bloemrijke hooilanden. Deze gebieden worden beheerd door Natuurpunt.